# Rita Verdonk
Maria Cornelia Frederika (Rita) Verdonk (Utrecht, 18 ottobre 1955) è una politica olandese.
È stata la ministra olandese dell'integrazione e dell'immigrazione nel secondo governo di Jan Peter Balkenende.

## Biografia
Dopo avere conseguito il suo diploma al collegio Niels Stensen a Utrecht, Rita Verdonk ha studiato sociologia e criminologia all'università cattolica di Nimega. All'epoca era un membro del PSP (partito pacifista socialista).
In seguito Rita Verdonk ha lavorato per il ministero di giustizia. Fino al 1988, ha ricoperto il ruolo di vice-direttore della prigione di Scheveningen ed in seguito della prigione "De Schie" a Rotterdam. Tra il 1992 ed il 1996, ha lavorato nel settore del ministero della giustizia competente per la condotta giovanile. Tra il 1996 ed il 1999, Rita Verdonk è stata direttrice dei servizi segreti olandesi. Inoltre, ha lavorato per un'impresa commerciale, la KPMG.

## Carriera politica
Il 27 maggio 2003 Rita Verdonk è stata nominata ministro dell'integrazione e dell'immigrazione nel secondo governo Balkenende. È iscritta al Partito Popolare per la Libertà e la Democrazia (VVD), dal 2002. La Verdonk è una politica molto conosciuta nei Paesi Bassi. Su di lei l'opinione pubblica è molto divisa. In un sondaggio condotto a dicembre del 2005, gli olandesi hanno dovuto scegliere il migliore ed il peggiore politico dell'anno. La Verdonk compare nella classifica del migliore politico dell'anno come la più votata, ma allo stesso tempo, figura come la terza nella classifica del peggiore politico. La sua reputazione le ha fatto guadagnare l'appellativo "Rita di ferro", che richiama il soprannome "signora di ferro" (con il quale era conosciuta a suo tempo Margaret Thatcher).
Il 4 aprile 2006 Rita Verdonk si è candidata alla direzione del suo partito, il VVD. Altri candidati sono il segretario di Stato per l'Istruzione Mark Rutte e la parlamentare Jelleke Veenendaal. La campagna elettorale per la Verdonk è coordinata da Kay Van der Linden che aveva svolto simile incarico per la campagna elettorale di Pim Fortuyn.
Il 15 maggio 2006 la Verdonk ha annunciato che Ayaan Hirsi Ali (una parlamentare molto conosciuta) non avrebbe mai ottenuto la nazionalità olandese, perché aveva mentito durante il processo per la sua naturalizzazione. Queste dichiarazioni hanno causato un acceso dibattito politico in parlamento, dal quale la Verdonk è comunque riuscita ad uscire indenne.